# Aya Yabalá
Aya Yabalá (19 de abril de 2004) es una deportista egipcia que compite en judo. Ganó una medalla de bronce en los Juegos Panafricanos de 2023 y una medalla de bronce en el Campeonato Africano de Judo de 2024.

## Palmarés internacional
| Juegos Panafricanos | Juegos Panafricanos | Juegos Panafricanos | Juegos Panafricanos |
| Año                 | Lugar               | Medalla             | Categoría           |
| ------------------- | ------------------- | ------------------- | ------------------- |
| 2023                | Acra (Ghana)        | Medalla de bronce   | –78 kg              |
| Campeonato Africano |                     |                     |                     |
| Año                 | Lugar               | Medalla             | Categoría           |
| 2024                | El Cairo (Egipto)   | Medalla de bronce   | –78 kg              |